# 亚瑟·科普
亚瑟·科普（英語：Arthur Clay Cope；1909年—1966年）著名有机化学家，美国国家科学院院士。他的主要成就是发展了两个以他的名字命名的重要有机化学反应柯普消除反应和科普重排反应。

## 生平
科普于1909年6月27日出生在美国印第安纳州的Dunreith，1929从印第安纳波利斯的巴特勒大学取得化学学士学位，4年后在威斯康星大学麦迪逊分校取得博士学位，博士期间他的研究工作包括合成了一些具有潜在药物用途特别是可用作局部麻醉剂和巴比妥类药物的有机化合物，这一研究方向一直延续到他后来在布林莫尔学院工作期间。在1933年科普受到在开始在哈佛大学以美国国家科学研究委员会研究员(National Research Council Fellow)的身份在有机化学家Elmer Peter Kohler的领导下继续他的研究工作。1934年成布林莫爾學院的教员，在那里他的研究包括首次合成了一系列的巴比妥类药物包括后来被用于临床的Delvinyl Sodium。并且开发了一个涉及烯丙基热力学重排的反应，这就是后来以他名字命名的科普重排反应，这个反应经过后来的深入研究被应用到许多天然化合物全合成过程中。
1940年至1941年科普获得古根海姆奖金（Guggenheim fellowship），但由于战争的原因未能前往欧洲讲学游历。在此期间科普除了在布林莫尔学院的科研工作外，拜访了全美多个大学的有机化学研究小组。1941年成为哥伦比亚大学副教授（associate professor), 并在二战开始后作为美国国家科学研究委员会的技术指导（technical aide）和部门主管（section chief）参与到化学战武器的战效评估、抗疟疾药物的开发和芥子气中毒的治疗方法研究等多个项目中。1945年时任麻省理工学院校长的卡尔·泰勒·康普顿（Karl Taylor Compton）收到伊利诺伊大学化学系教授罗杰·亚当斯(Roger Adams)的极力推荐，邀请科普前往麻省理工学院担任化学系主任（Head of  the Chemistry Department），1947年科普被选为美国国家科学院院士。
1973年美国化学会为了纪念亚瑟·科普，由亚瑟·科普基金（Arthur C. Cope Fund）提供资助设立亚瑟·科普奖(Arthur C. Cope Award),每年颁发给那些在有机化学研究领域做出杰出研究贡献的有机化学家。